# Curva dei contratti
In economia, una curva dei contratti è l'insieme delle allocazioni Pareto-efficienti, ovvero quelle combinazioni che non permettono un miglioramento della condizione di un operatore senza provocare un peggioramento della condizione di un altro.
Essa è un'importante caratteristica del diagramma a scatola di Edgeworth (o scatola di Edgeworth).
In questo modello le possibili ripartizioni delle risorse produttive possono essere raggruppate in due principali insiemi: uno che raggruppa tutti i punti in cui gli isoquanti di produzione relativi ai due operatori si intersecano e uno in cui gli isoquanti di produzione sono tangenti.
Quest'ultimo insieme è chiamato curva dei contratti. La condizione di efficienza secondo Pareto implica infatti la tangenza dei due isoquanti di produzione.
Analiticamente si può esprimere relazione con l'equazione SMSTA=SMSTB, laddove A e B sono i prodotti in questione e SMST è il saggio marginale di sostituzione tecnica che rappresenta la pendenza dei due isoquanti di produzione.
Soltanto al di fuori della curva dei contratti le due controparti hanno interesse a scambiarsi fattori produttivi, e solo in ripartizioni appartenenti alla curva dei contratti essi hanno interesse a stabilire un contratto definitivo di scambio.